# Bataille d'Akroinon
Guerres byzantino-omeyyades
Batailles
- 1er Constantinople
- Sébastopolis
- Carthage
- Tyane
- 2e Constantinople
- Nicée
- Akroinon

La bataille d'Akroinon ou bataille d'Acroinum (qui correspond à l'actuelle Afyonkarahisar, sur le bord ouest du plateau anatolien) oppose en 740 le Califat omeyyade à l'Empire byzantin. La victoire décisive des Byzantins permet à l'empereur Léon III l'Isaurien de repousser les forces omeyyades hors d'Anatolie. Cette bataille contribue en partie à la chute de la dynastie omeyyade. La bataille est décrite en détail dans la chronique de Théophane le Confesseur.

## Contexte
Après la lourde défaite à la bataille de Sebastopolis, l'Empire byzantin est contraint à une attitude défensive face aux incursions omeyyades régulières en Anatolie. Cependant, à la suite de l'échec du second siège de Constantinople en 718, les Omeyyades détournent leur attention vers d'autres territoires, mais reprennent l'offensive dès 720, selon un modèle préétabli : une à deux expéditions chaque été, parfois accompagnées d'une expédition navale ou suivies d'une autre expédition en hiver. Ces expéditions arrivent néanmoins rarement à un objectif de conquête, ce sont plutôt des raids organisés à grande échelle, dévastant les campagnes et s'attaquant parfois aux forts ; elles sont également concentrées sur le centre du plateau anatolien, atteignant rarement les côtes.
À partir du règne du calife Hišām (724), les campagnes deviennent plus importantes et sont menées par des généraux expérimentés et compétents, parfois issus de la dynastie omeyyade. Les succès deviennent cependant de plus en plus rares, notamment du fait que les ressources sont en grande partie englouties dans le conflit avec l'Empire khazar. Néanmoins, après une victoire décisive sur les Khazars en 737, les Omeyyades peuvent à nouveau se concentrer sur l'Empire byzantin et intensifient leurs attaques. En 738 et 739, Maslama ibn Hišām réalise une série de succès, prenant notamment la ville d'Ancyre. Un an plus tard, Hišām rassemble la plus grande armée de son règne (90 000 hommes selon Théophane le Confesseur) et la met sous le commandement de son fils Sulaymān : 10 000 hommes légèrement armés, commandés par Al-Ġamr ibn Yazīd, se dirigent vers la côte occidentale de l'Anatolie, 20 000 hommes, commandés par Mālik ibn Šubayb et ʿAbd Allāh Al-Baṭṭāl, se dirigent vers Akroinon, et la force principale, d'environ 60 000 hommes et menée par Sulaymān ibn Hišām, se dirige vers la Cappadoce.

## Déroulement
Léon III, l'empereur byzantin, prend la tête d'une armée et se confronte, à Akroinon, aux Omeyyades. Il obtient une victoire percutante : Mālik ibn Šubayb et ʿAbd Allāh Al-Baṭṭāl, les deux commandants omeyyades, meurent au cours de la bataille, ainsi qu'une grande partie de leurs hommes. Néanmoins 6 800 d'entre eux résistent et tentent d'organiser une retraite ordonnée vers Synnada. De là, ils rejoignent la retraite de Sulaymān ibn Hišām, dont l'armée, ainsi que celle d'Al-Ġamr ibn Yazīd, reviennent saines et sauves, mais sans réaliser de conquête.

## Conséquences et postérité
La bataille d'Akroinon est un succès byzantin majeur, c'est en effet la première victoire à grande échelle de l'Empire byzantin sur le Califat omeyyade dans une bataille rangée. C'est également un moyen pour Léon III d'asseoir son pouvoir et de renforcer sa politique iconoclaste, voyant en cette victoire une faveur de Dieu.
Le Califat omeyyade, après cette défaite, arrête momentanément ses attaques contre l'Empire byzantin, ce qui permet à Constantin V Copronyme, fils et successeur de Léon III, d'accentuer les attaques byzantines, prenant notamment la base de Mélitène en 751.
Après sa mort, ʿAbd Allāh Al-Baṭṭāl est glorifié pour ses faits et gestes et est chanté en héros dans la poésie épique arabe et plus tard turque (en tant que Battal Gazi).